# Better Call Saul (4.ª temporada)
A quarta temporada da série americana de televisão Better Call Saul estreou em 6 de agosto de 2018. A temporada tem dez episódio e foi transmitida nas noites de segunda-feira nos Estados Unidos na AMC. A temporada se passa em 2003 nos seis primeiros episódios, com os últimos quatro episódios ocorrendo em 2004, após um salto no tempo no sétimo episódio. Jimmy e Kim lutam para lidar com a morte de Chuck. Howard acredita que ele é o responsável pela morte de Chuck e sofre de depressão. Mike trabalha na inspeção de segurança da Madrigal, desconsiderando o fato de que seu contrato de consultoria deveria ser apenas no papel. Gus desconfia de Nacho Varga após Hector sofrer um derrame. Ele contrata uma equipe de engenheiros para iniciar a construção de um laboratório de metanfetamina no subsolo da lavanderia. Lalo Salamanca chega para ajudar a gerir o negócio de drogas do cartel.
A quarta temporada de Better Call Saul foi elogiada pela crítica e pelo público, tendo seis indicações para a 71.ª edição do Prêmio Emmy do Primetime.

## Recepção
A quarta temporada, assim como as três anteriores, recebeu aclamação da crítica, especialmente por seu ritmo e desenvolvimento do personagem. No Metacritic a temporada tem uma pontuação de 87/100 com base em 16 críticos. No Rotten Tomatoes, a temporada tem um índice de aprovação de 99%, com uma pontuação média de 8,93 de 10 com base em 36 avaliações. O consenso crítico do site diz: "Bem elaborado e atraente como sempre, Better Call Saul habilmente equilibra o show que era com aquele que inevitavelmente se tornará."

## Episódios
| N.º na série | N.º na temp. | Título                | Dirigido por      | Escrito por                  | Exibição original      | Audiência (milhões) |
| ------------ | ------------ | --------------------- | ----------------- | ---------------------------- | ---------------------- | ------------------- |
| 31           | 1            | "Smoke"               | Minkie Spiro      | Peter Gould                  | 6 de agosto de 2018    | 1,77                |
| 32           | 2            | "Breathe"             | Michelle MacLaren | Thomas Schnauz               | 13 de agosto de 2018   | 1,55                |
| 33           | 3            | "Something Beautiful" | Daniel Sackheim   | Gordon Smith                 | 20 de agosto de 2018   | 1,51                |
| 34           | 4            | "Talk"                | John Shiban       | Heather Marion               | 27 de agosto de 2018   | 1,53                |
| 35           | 5            | "Quite a Ride"        | Michael Morris    | Ann Cherkis                  | 3 de setembro de 2018  | 1,53                |
| 36           | 6            | "Piñata"              | Andrew Stanton    | Gennifer Hutchison           | 10 de setembro de 2018 | 1,40                |
| 37           | 7            | "Something Stupid"    | Deborah Chow      | Alison Tatlock               | 17 de setembro de 2018 | 1,35                |
| 38           | 8            | "Coushatta"           | Jim McKay         | Gordon Smith                 | 24 de setembro de 2018 | 1,37                |
| 39           | 9            | "Wiedersehen"         | Vince Gilligan    | Gennifer Hutchison           | 1 de outubro de 2018   | 1,35                |
| 40           | 10           | "Winner"              | Adam Bernstein    | Peter Gould e Thomas Schnauz | 8 de outubro de 2018   | 1,53                |